# AQUOS PHONE ZETA
AQUOS PHONE ZETA(アクオスフォンゼータ)は2012年夏にドコモ向けに開発、販売したAndroidを搭載したシャープのAQUOS PHONEブランドのフラッグシップモデルスマートフォンの愛称、名称である。
AQUOS PHONEの端的の「ZETA」(斜体字で表記)はギリシア文字の「Ζ」で「最終」「究極」の意味であり。これ以上の端末は存在しないという意味をこめて開発、販売された。

2014年夏モデル以降はAQUOS ZETAにブランド名が変更になり、AQUOS PHONE ZETAのブランドはSH-01Fをもって終了となる。

## 概要
AQUOSで培われた高精細液晶技術を搭載しており
docomo NEXT series AQUOS PHONE ZETA SH-09Dでは「Super CG シリコン液晶」を搭載。
docomo NEXT series AQUOS PHONE ZETA SH-02E以降は「IGZO」が搭載されている。
全機種4.7インチ以上の大画面
解像度は
- SH-09DとSH-02EはHDサイズ
- SH-06EとSH-01FはフルHDサイズ

バッテリー容量1900mAh以上
と省電力を強化した端末となっている。

## 端末
- docomo NEXT series AQUOS PHONE ZETA SH-09D(初代)
  - 液晶 Super CG シリコン液晶、HDサイズ 4.7インチ 約1677万色
  - バッテリー 1900mAh
  - OS Android 4.0.4→4.1.2
  - CPU Qualcomm Snapdragon S4 MSM8960 1.5GHz デュアルコア
  - メインカメラ 約1210万画素裏面照射型CMOS
  - カラー White
  - 新開発Super CG シリコン液晶搭載、初代フラッグシップモデルにふさわしいデザインの融合で人気を博す。初のオンスクリーンソフトキーに対応。

- docomo NEXT series AQUOS PHONE ZETA SH-02E(2代目)
  - 液晶　IGZO、HDサイズ 4.9インチ　約1677万色
  - バッテリー　2320mAh(取り外し不可)
  - OS　Android 4.1.2
  - CPU　Qualcomm Snapdragon S4 Pro APQ8064 1.5GHz クアッドコア
  - カメラ　約1630万画素CMOS
  - カラー　White、Blue、Red
  - IGZO初搭載の端末として人気を博す。新たに電池もちをアピールすることに成功した。

- ドコモスマートフォン AQUOS PHONE ZETA SH-06E(3代目)
  - 液晶　IGZO、FHD 4.8インチ　約1677万色
  - バッテリー　2600mAh(取り外し不可)
  - OS Android 4.2
  - CPU　Qualcomm Snapdragon 600 APQ8064T 1.7GHz クアッドコア
  - カメラ　約1310万画素CMOS F値1.9
  - カラー　White、Blue、Red
  - IGZO×フルHDサイズの搭載で人気を博す。AQUOS PHONE ZETAシリーズでは唯一のタッチソフトキー搭載。

- ドコモスマートフォン AQUOS PHONE ZETA SH-01F(4代目)
  - 液晶　IGZO、FHD 5.0インチ　約1677万色
  - バッテリー　3000mAh(取り外し不可)
  - OS Android 4.2.2
  - CPU  Qualcomm Snapdragon 800 MSM8974 2.2GHz
  - カメラ　約1630万画素CMOS F値1.9
  - カラー　Navy、White、Red
  - IGZO×大容量バッテリーで3日間のもちで人気を博す。赤外線通信に非対応。